# 9K32 Strela-2
Die 9K32 Strela-2 (russ.: Стрела-2 ‚Pfeil‘) ist eine schultergestützte Kurzstrecken-Boden-Luft-Rakete aus sowjetischer Produktion. Der NATO-Codename lautet SA-7 Grail. Sie ist das sowjetische/russische Pendant zur amerikanischen FIM-43 Redeye. Sie ist bis heute im Einsatz und die weltweit am weitesten verbreitete und genutzte Flugabwehrrakete.

## Entwicklung
In den späten 1950er-Jahren bekamen die sowjetischen Nachrichtendienste Informationen über die Flugabwehrrakete FIM-43 Redeye, die in den Vereinigten Staaten entwickelt wurde. Diese nur rund 10 kg wiegende Lenkwaffe konnte von einem Schützen transportiert und eingesetzt werden. Nach dem Start flog diese Lenkwaffe ohne Zutun des Schützen auf das Ziel zu (Fire-and-Forget). Aufgrund deren Entwicklung erteilten das ZK der KPdSU und der Ministerrat der UdSSR im Sommer 1960 den Auftrag zur Entwicklung eines gleichartigen Systems. Dieses bekam die Bezeichnung 9K32 Strela-2 und sollte die in der Sowjetarmee in großer Anzahl vorhandenen Flugabwehr-Maschinengewehre ZPU-1, ZPU-2 und ZPU-4 ersetzen. Die neue Flugabwehrrakete sollte kostengünstig sein, und mit einem minimalen Bestand von geschultem Personal eingesetzt werden können. Der Entwicklungsauftrag wurde an das Konstruktionsbüro Konstruktionsbüro KBM in Kolomna (damals OKB-357 SKB GKOT) vergeben. Der Entwicklungsauftrag für den Suchkopf ging an die Firma LOMO MOP in Sankt Petersburg. Nachdem es bei der Entwicklung des 9E42-Suchkopfes und der kleinen Gyro-Stabilisierungsplattform zu großen Schwierigkeiten kam, beschaffte sich ein sowjetischer Spionagering bei der U.S. Firma General Dynamics die detaillierten Konstruktionspläne der FIM-43 Redeye. Die Gyro-Stabilisierungsplattform wurde daraufhin kopiert und in die 9M32 Lenkwaffe eingebaut. Vom Suchkopf der FIM-43 Redeye wurden nur einzelne Teile kopiert. Er ist weitgehend eine Eigenentwicklung der Firma LOMO. Der erste, ungelenke Testschuss mit einer 9M32-Lenkwaffe erfolgte im Herbst 1962. Der Erste Testschuss mit einem kompletten Strela-2-System erfolgte im Herbst 1965. Insgesamt wurden 125 Testschüsse durchgeführt. Im Januar 1968 erfolgten die Abnahmetests der Staatsbehörden. Unmittelbar danach begann man mit der Produktion der 9K32 Strela-2.
Die spätere Ausführung 9K32M-Strela-2M wurde zwischen 1968 und 1970 entwickelt. Die zugehörige 9M32M-Lenkwaffe ist mit dem verbesserten 9E46-Suchkopf mit einem Infrarot-Filter ausgerüstet. Mit der Einführung dieser Version wurde die laufende Produktion des Vorgängermodells gestoppt und auf die Produktion dieser moderneren Ausführung umgestellt.
Bis zum Produktionsende im Jahr 1983 wurden in der Sowjetunion rund 310.000 9M32- und 9M32M-Lenkwaffen produziert. Mehrere tausend Lenkwaffen wurden zusätzlich in befreundeten Staaten in Lizenz gefertigt.

## Funktion

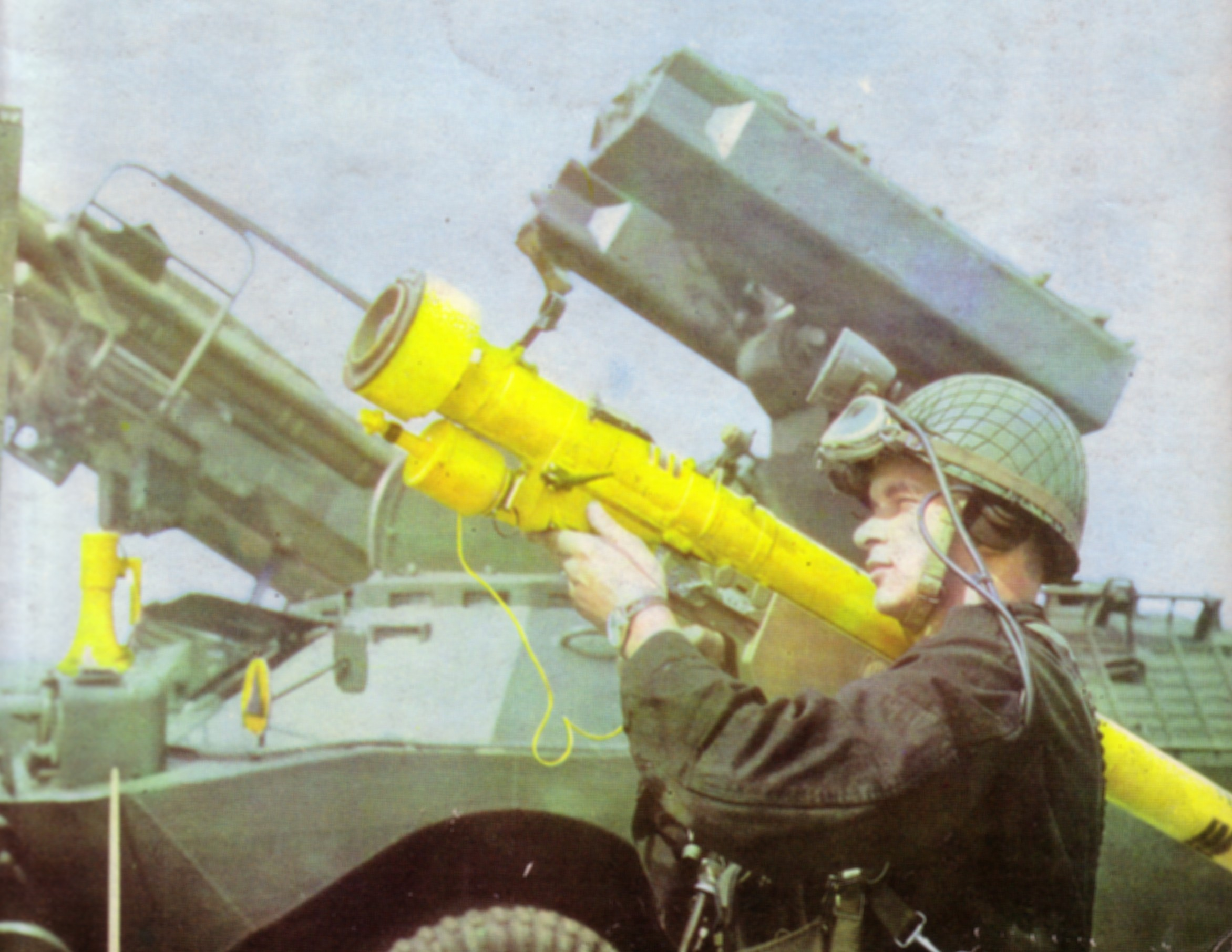
Polnischer Soldat mit einer Strela-2 und einem IFF-Empfänger auf der Helm-Vorderseite

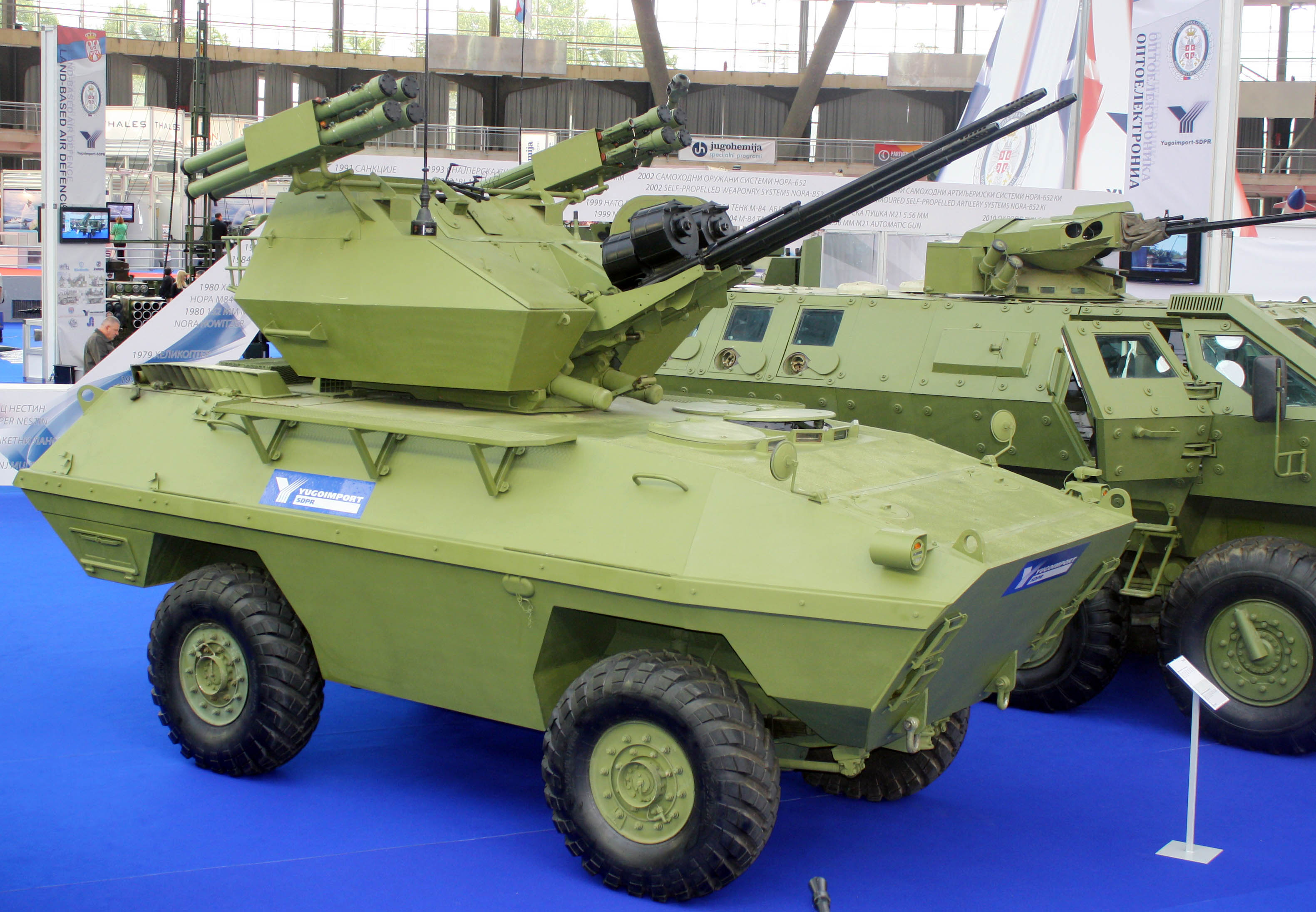
HS M09 BOV-3 mit 8 Strela-2 und einer M55 A4 B1

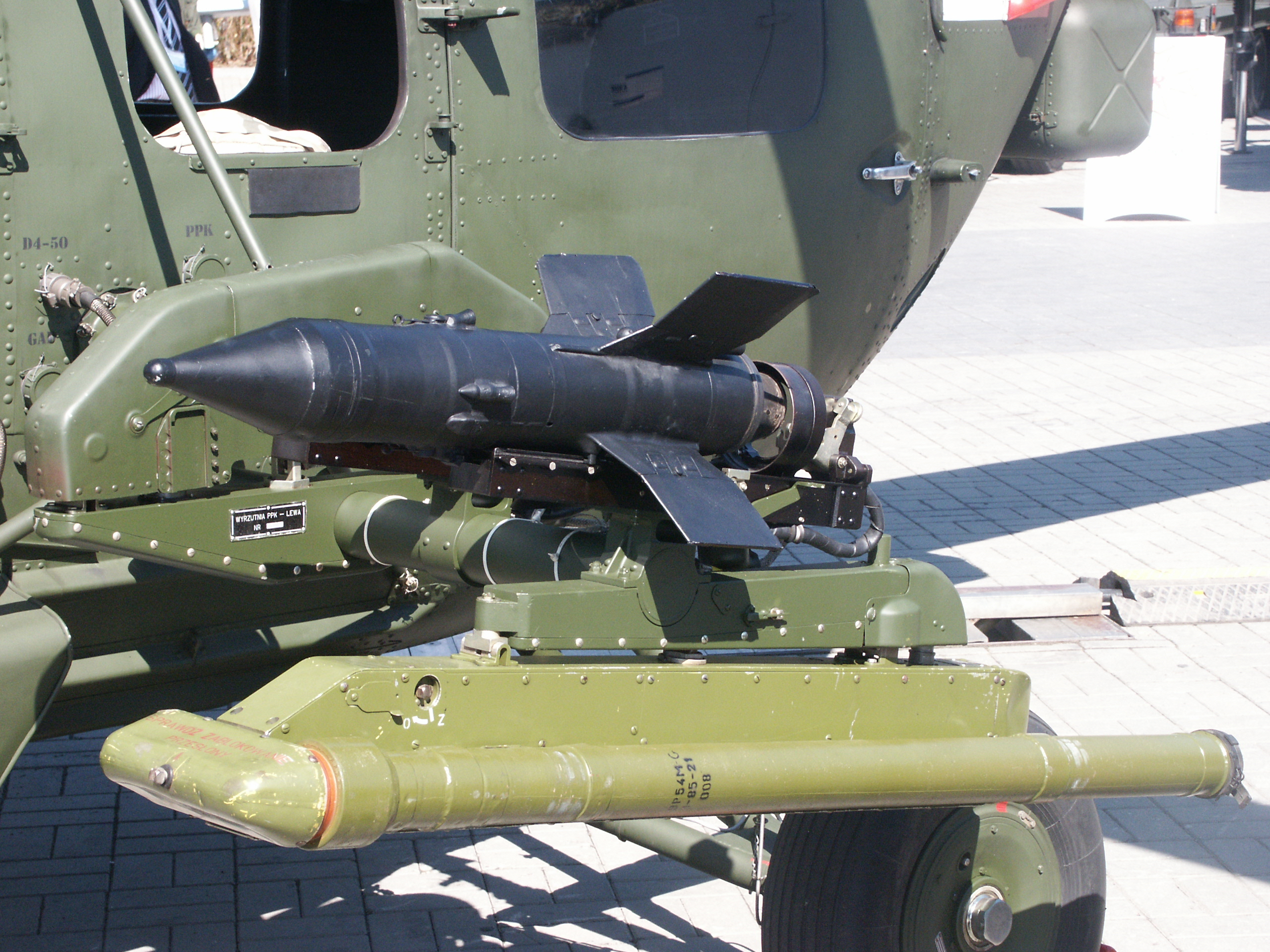
9K11 Maljutka und 2 Strela-2 an einer Mi-2URP-G

In der Sowjetarmee kam die 9K32 Strela-2 auf Bataillonsebene zum Einsatz. Die gleichzeitig entwickelte fahrzeugbasierte 9K31 Strela-1 wurde auf Regimentsebene  eingesetzt.
Die Strela-2 funktioniert nach dem Fire-and-Forget-Prinzip, d. h. nach dem Start verfolgt die Rakete ihr Ziel selbstständig. Mit der Strela-2 können Flugzeuge und Hubschrauber bekämpft werden. Der vertikale Einsatzbereich der Lenkwaffe liegt bei 50 bis 1.500 m bei einem horizontalen Kampfbereich von 0,3 bis 3,4 km. Frontal anfliegende Ziele können nicht bekämpft werden. Vorbeifliegende Luftziele können bis zu einer Fluggeschwindigkeit von 200 m/s bekämpft werden. Die maximale Fluggeschwindigkeit für die Bekämpfung eines abfliegenden Luftziels liegt bei 220 m/s. Bei der verbesserten Strela-2M liegt der vertikale Einsatzbereich der Lenkwaffe bei 50 bis 2.300 m bei einem horizontalen Kampfbereich von 0,3 bis 4,2 km. Frontal anfliegende Luftziele können bis zu einer Fluggeschwindigkeit von 150 m/s bekämpft werden. Die maximale Fluggeschwindigkeit für die Bekämpfung eines wegfliegenden Luftziels liegt bei 260 m/s.
Das System besteht aus der Rakete (9M32 oder 9M32M), einem Startrohr inklusive Visier und einem Griffstück mit integrierter Elektronik (GRAU-Index 9P54 und 9P54M) und einer Thermalbatterie (GRAU-Index 9B17). Außerdem kann ein IFF-Empfänger (Identification Friend or Foe – Freund-Feind-Erkennung) an den Helm des Schützen montiert werden, um Eigenbeschuss zu vermeiden. Eine passive Antenne, die akustische Signale in den Kopfhörer des Schützen abgibt, dient dem Entdecken und Erfassen eines Zieles.
Die Rakete ist innerhalb von sechs Sekunden feuerbereit: Nach dem Einschalten der Stromversorgung verfolgt der Schütze das Ziel mit dem optischen Sucher und betätigt den Abzug am Griff. Damit wird der Suchkopf aktiviert und die Elektronik versucht, auf das Ziel aufzuschalten. Ist das Signal stark genug und die Winkelgeschwindigkeit im zulässigen Bereich, wird dies durch eine rote Lampe und ein Summsignal angezeigt. Der Schütze muss nun weitere 0,8 Sekunden das Ziel verfolgen, bis die Rakete zündet. Eine gescheiterte Aufschaltung wird durch einen anderen Ton markiert, wonach der Schütze erneut zielen kann. Beim Start brennt der Booster-Motor im Startrohr komplett ab; er beschleunigt die Rakete auf 30 m/s (108 km/h) und eine Rotation von 20 Umdrehungen pro Sekunde (U/s). Nach dem Verlassen des Rohres klappen die vorderen und hinteren Leitflächen von 30 cm Spannweite aus. Weiterhin wird ein Selbstzerstörungs-Mechanismus aktiviert, der einen Aufschlag am Boden verhindert, wenn nach 17 Sekunden kein Ziel getroffen wurde. Nach etwa 0,3 Sekunden zündet in etwa 5 Metern Entfernung der Raketenmotor, der den Flugkörper auf 430 m/s (1548 km/h) beschleunigt und dann auf dieser Geschwindigkeit hält. Nach etwa 120 Metern wird der letzte Sicherheitsmechanismus abgeschaltet und der Sprengkopf scharfgeschaltet.
Der Infrarot-Suchkopf verwendet einen Bleisulfid-Halbleiter und reagiert auf IR-Strahlung zwischen 0,2 und 1,5 µm Wellenlänge. Er hat einen Sichtwinkel von 1,9 Grad und kann dem Ziel mit 9 Grad pro Sekunde folgen. Die Elektronik errechnet die Winkelgeschwindigkeit des Ziels und sendet Steuerbefehle, um die Differenz auf Null zu bringen. Der Sprengkopf zündet beim Aufschlag auf das Ziel. Er kann ein Luftfahrzeug nicht im Ganzen zerstören, sondern nur Tanks, Steuerelemente oder den Antrieb so beschädigen, dass dieses flugunfähig wird oder der Einsatz kurzfristig abgebrochen werden muss.
Die Marine-Version der Strela-2 MF (SA-N-5 Grail) ist auf zahlreichen Schiffen als Zusatzabwehr vorhanden (z. B. Landungsschiffe des Projekts 775, 4× vierrohrige Werfer), wobei durch den kleinen Gefechtskopf und die Aufschaltzeit eine Eignung zur Flugkörperabwehr eher nicht gegeben ist.

## Einsatz

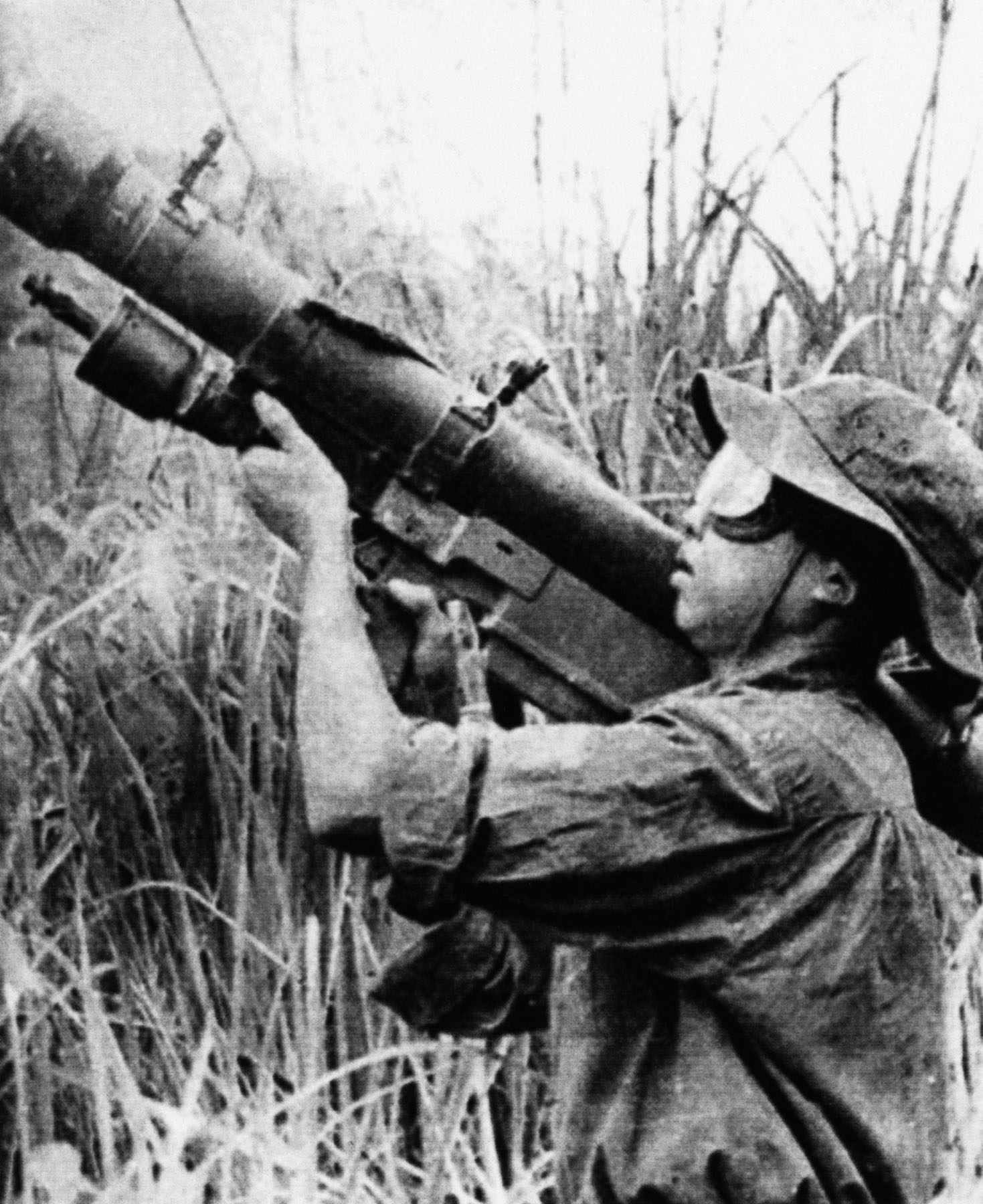
Nordvietnamesischer Soldat mit einer Strela-2

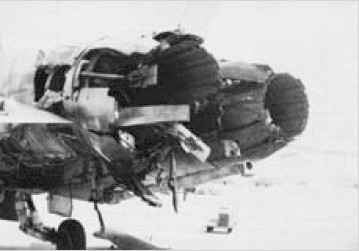
Auswirkungen eines Treffers auf eine F/A-18. Getroffen wurde die linke Triebwerksdüse, wobei das Flugzeug flugfähig blieb.

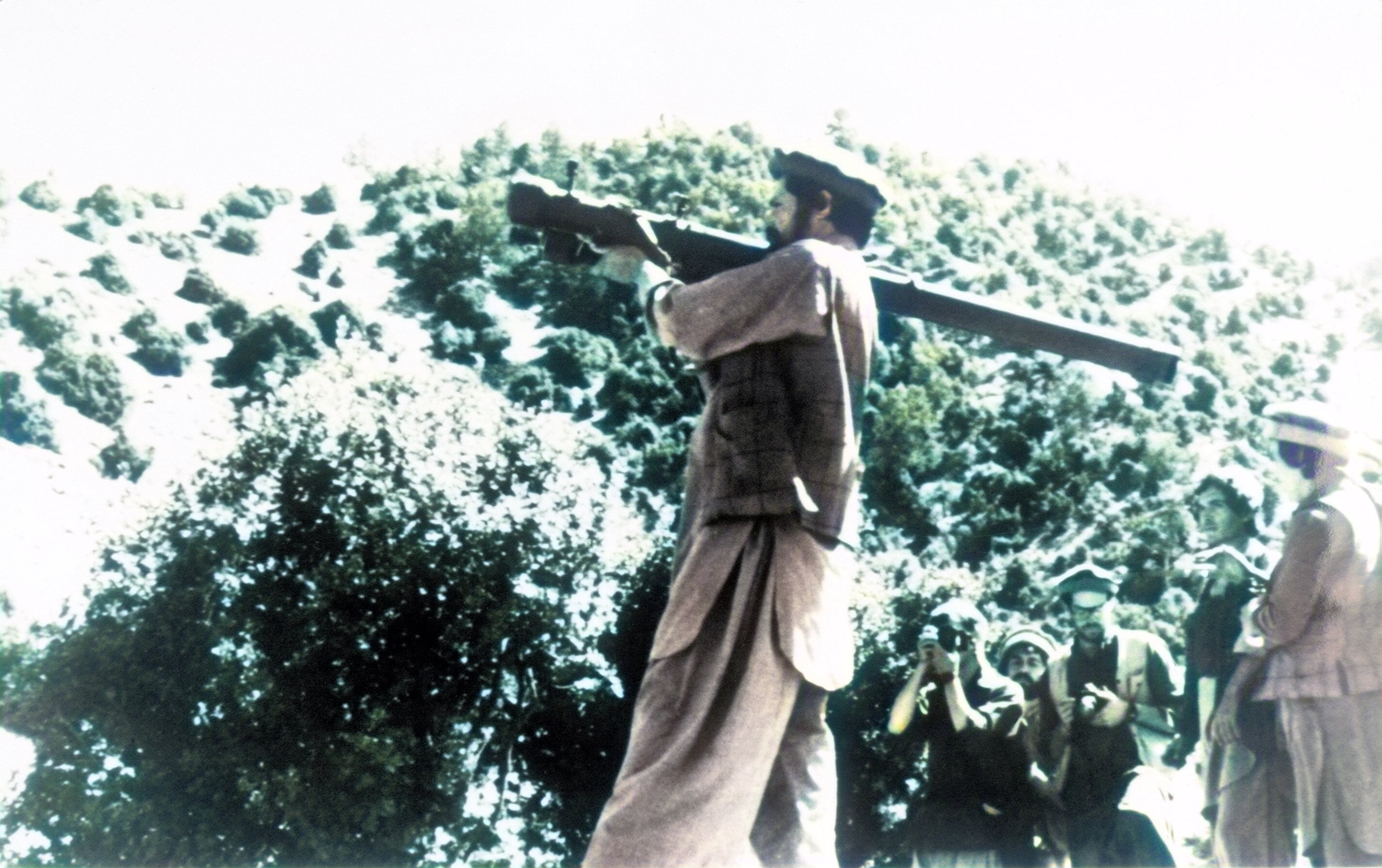
Afghanischer Mudschahedin mit einer Strela-2

Die Strela-2 ist vor allem in ehemaligen Staaten des Warschauer Paktes weit verbreitet und wurde oft nachgebaut und modifiziert. Die Armeen einer Reihe von Staaten verwenden sie bis heute. So wurden die Bestände der NVA im Zuge der Wiedervereinigung Deutschlands von der Bundeswehr vor allem für die Heeresflugabwehrtruppe übernommen. Die Bundeswehr nutzte die Waffe für Übungszwecke und gab ihr die Bezeichnung „Fliegerfaust 1 Ost/9K32 Strela-2“.
Die Waffe wurde in einer ganzen Reihe von Konflikten eingesetzt. Der erste Einsatz wird vom Jahre 1969 im Abnutzungskrieg als Teil des Nahostkrieges berichtet – bis Juni 1970 feuerte die ägyptische Armee 99 Raketen ab und erzielte 36 Treffer auf israelische Kampfflugzeuge. Im Jahre 1974 erzielten syrische Streitkräfte elf Treffer gegen israelische Luftfahrzeuge, wobei die Zahl der eingesetzten Waffen nicht bekannt ist.
Strela-2 stand auch nordvietnamesischen Kräften in der Spätphase des Vietnamkriegs zur Verfügung, wo die modernere Strela-2M zwischen 1972 und 1975 gegen US-Kampfflugzeuge 204 Treffer bei 589 Einsätzen erreichte.
Ebenfalls wurde die Waffe gegen Ende des Portugiesischen Kolonialkrieges eingesetzt. In Guinea-Bissau gelang es Rebellen-Verbänden im März 1973, mit Strela-2-Raketen zwei Fiat-G.91-Jagdbomber sowie zwei Dornier-Do-27-Aufklärer und eine North American T-6 abzuschießen, was die portugiesische Luftüberlegenheit beendete und schließlich zum Kollaps der Kolonialherrschaft führte.
Während der Belagerung von Sarajevo wurde ein Transportflugzeug der Luftwaffe vom Typ Transall C-160 beschossen und schwer beschädigt, ein Besatzungsmitglied wurde schwer verletzt. Die Besatzung konnte sicher in Zagreb landen.
Am 28. November 2002 entkam eine Boeing 757 der israelischen Luftfahrtgesellschaft Arkia Israeli Airlines knapp einem Angriff: Kurz nach dem Start in Mombasa, Kenia, wurden zwei Strela-2-Raketen auf das mit 271 Menschen besetzte Flugzeug abgefeuert. Die Raketen verfehlten das Ziel jedoch.
Am 2. November 2003 wurde ein US-amerikanischer Transporthubschrauber vom Typ CH-47 „Chinook“ bei Falludscha, Irak von zwei irakischen Strela-2 getroffen. Der Hubschrauber stürzte ab und 15 US-Soldaten starben. Wegen der Bedrohung der Zivilluftfahrt wurde in den USA mehrfach diskutiert, den Fluglinien Abwehrsysteme wie Flares gesetzlich vorzuschreiben. Diese haben sich dagegen jedoch bisher mit der Begründung gewehrt, dass die hohen Kosten Wettbewerbsnachteile bedeuten würden.
Als Reaktion auf den Russischen Überfall auf die Ukraine 2022 kündigte die deutsche Bundesregierung am 2. März an, 2700 Flugabwehrraketen vom Typ Strela-2M aus ehemaligen NVA-Beständen an die Ukraine zu liefern. Am 3. März stellte sich heraus, dass 700 Raketen völlig veraltet und nicht mehr zu gebrauchen waren. Es gab teilweise Mikrorisse im Treibsatz der Rakete, was zu Korrosion bzw. Oxidation führte. Die Raketen-Lager dürfen nur noch mit Schutzkleidung betreten werden, da die Holzkisten mit den Raketen stark verschimmelt sind. Infolgedessen wurden der ukrainischen Armee zunächst 500 Raketen übergeben. Später erfolgte eine Waffenlieferung an die Ukraine mit weiteren 1500 Raketen dieses Typs.

## Eingesetzte Versionen
Russland
- 9K32 Strela-2 (SA-7A Grail): 1. Serienversion
- 9K32E Strela-2E (SA-7A Grail): Vereinfachte Exportversion der 9K32
- 9K32M Strela-2M (SA-7B Grail): 2. Serienversion mit verbessertem Suchkopf
- 9K32ME Strela-2ME (SA-7B Grail): Vereinfachte Exportversion der 9K32M
- 9K32MW Strela-2MW (SA-7B Grail): Version für den Luft-Luft-Einsatz ab Hubschraubern
- 9K32M2 Strela-2M2 (SA-7C Grail): Version mit dem Suchkopf der 9K34 Strela-3
- 9K32MF Strela-2MF (SA-N-5 Grail): Version für Marinestreitkräfte

China
- HN-5A: Version der 9M32M mit gekühltem Suchkopf und neuem Sprengkopf
- HN-5B: Version der 9M32M mit verbessertem, gekühlten Suchkopf

Pakistan

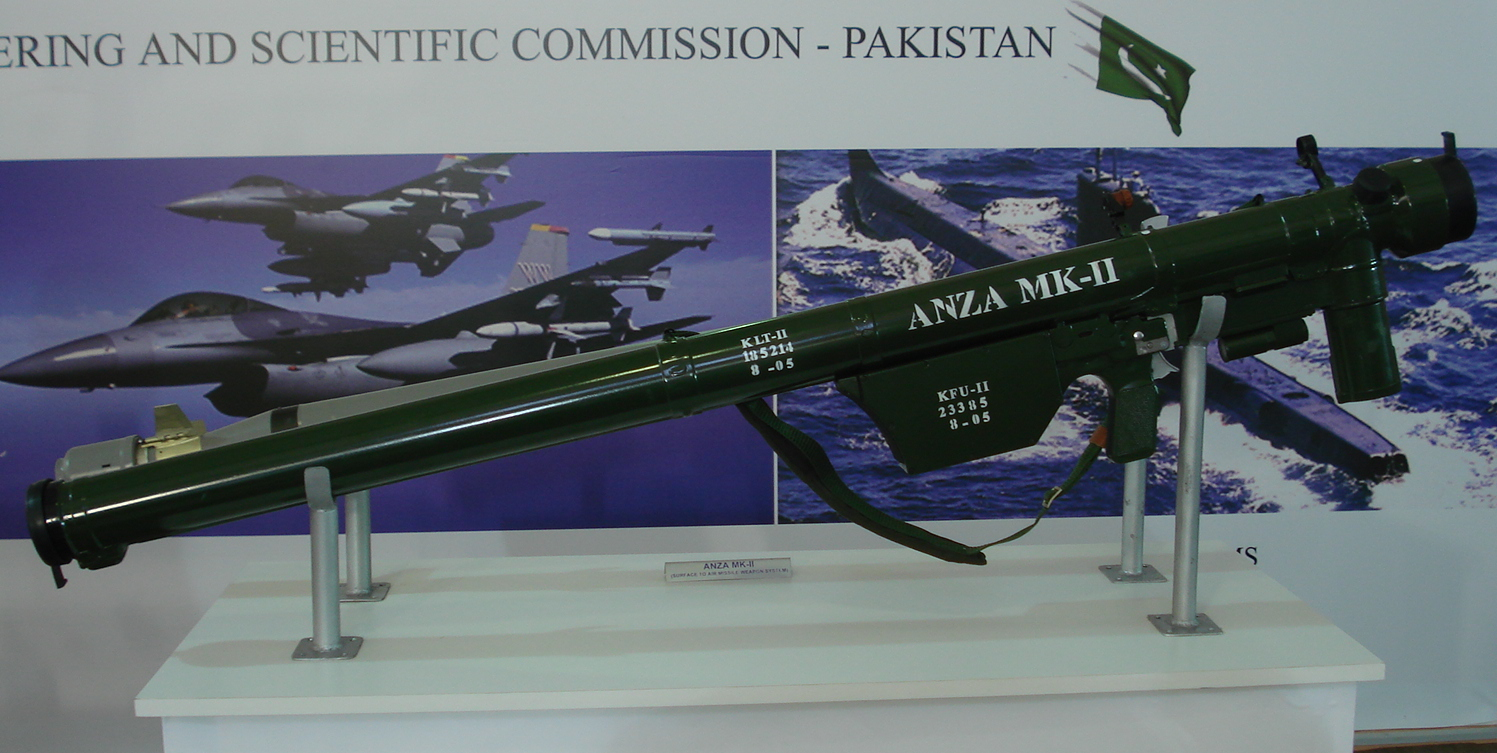
Anza Mk.2

- Anza Mk.1: Lizenzfertigung der 9K32
- Anza Mk.2: Lizenzfertigung der 9K32M
- Anza Mk.3: Version der 9M32M mit verbessertem, gekühlten Suchkopf

Ägypten
- SAKR EYE: Version der 9K32M mit einem neuen digital arbeitenden Suchkopf der franz. Firma Thomson-CSF

Rumänien
- CA-94: Lizenzfertigung der 9K32
- CA-94M: Version der 9K32M mit einem neuen, digital arbeitenden Suchkopf, der vom rumänischen Rüstungsunternehmen Electromecanica Ploiești entwickelt wurde[17]

Serbien
- Strela-2MA: Version der 9M32M mit verbessertem, gekühlten Suchkopf und neuem Sprengkopf

## Nutzerstaaten
- Ägypten
- Belarus
- Botswana
- Burkina Faso

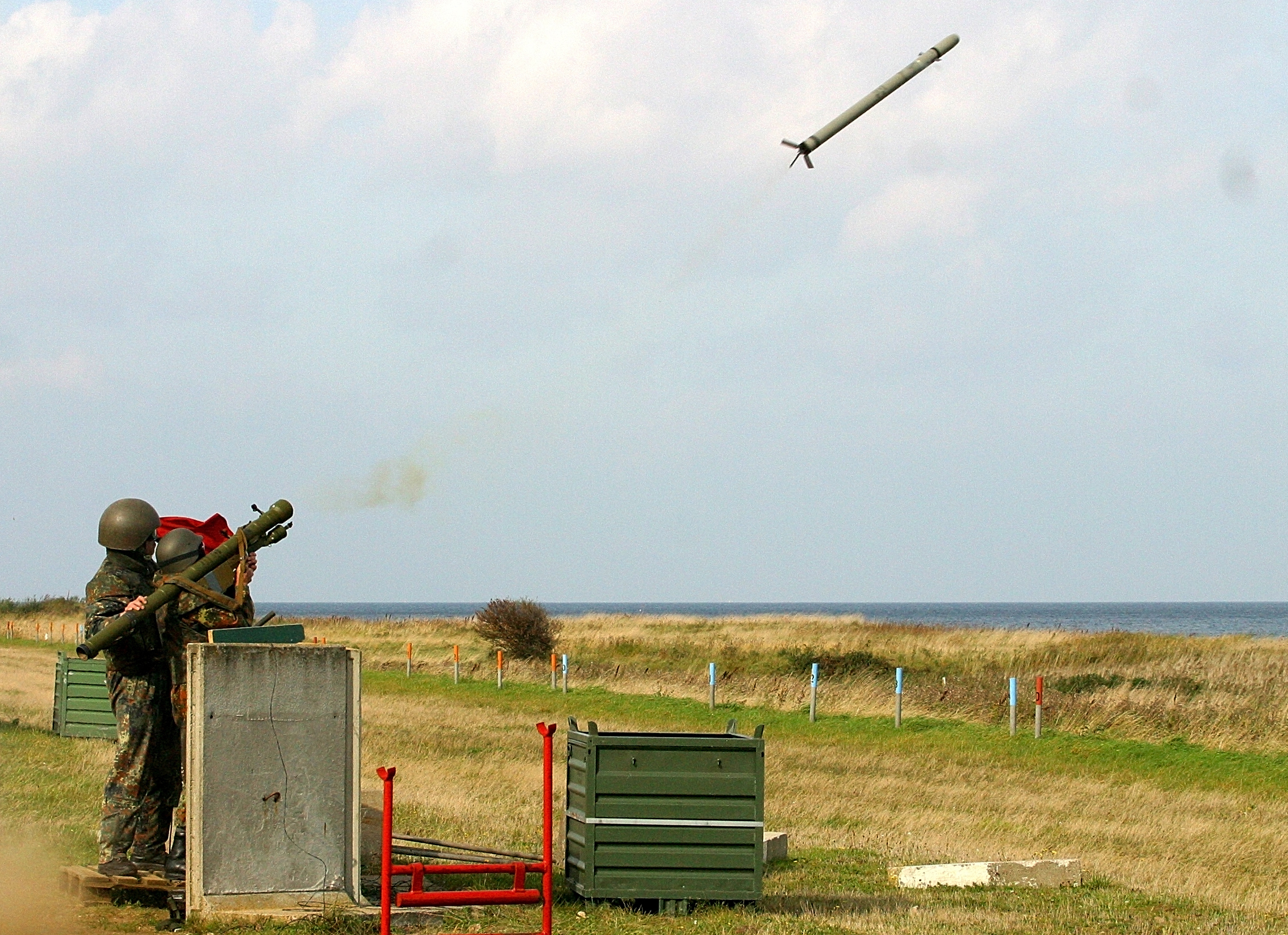
Die Strela-2 wurde von der Bundeswehr als Fliegerfaust 1 Ost/9K32_Strela-2 aus DDR-Beständen übernommen; insbesondere zur Schießausbildung (Gewöhnungsschießen)

- Deutsche Demokratische Republik[18]
- Deutschland[18]
- Eritrea
- Guinea
- Irak
- Irland
- Jemen
- Jordanien
- Jugoslawien
- Kirgisistan
- Kuba
- Kuwait
- Laos
- Libanon
- Libyen
- Mali
- Marokko
- Mauretanien
- Mongolei
- Nicaragua
- Nordkorea
- Oman
- Pakistan
- Rumänien
- Russland
- Simbabwe
- Sowjetunion
- Sudan
- Syrien
- Ukraine
- Ungarn
- Zypern